# 卡洛扬 (保加利亚)
卡洛扬（1170年—1207年10月），保加利亚帝国沙皇（1196年至1207年），是保加利亚皇帝彼得二世和伊凡·阿森一世的弟弟。
在拜占庭和保加利亚的作战中，在拜占庭围攻洛维奇城堡期间，伊凡·阿森的妻子埃列娜遭伏击被俘。伊凡·伊森派卡洛扬去拜占庭都城君士坦丁堡当人质换回埃列娜。1189年卡洛扬逃回。
在他的统治下，保加利亚帝国走向鼎盛。卡洛扬曾俘虏拉丁帝国的鲍德温一世。